# Écouviez
 Écouviez  es una población y comuna francesa, fronteriza con Bélgica. Se encuentra en la región de Lorena, departamento de Mosa, en el distrito de Verdún y cantón de Montmédy.

## Demografía
| 588 | 530 | 433 | 393 | 446 | 501 |
| Para los censos de 1962 a 1999 la población legal corresponde a la población sin duplicidades (Fuente: INSEE [Consultar]) |     |     |     |     |     |